# Sedro-Woolley
Sedro-Woolley és una població dels Estats Units a l'estat de Washington. Segons el cens del 2000 tenia 8.658 habitants.

## Demografia
Segons el cens del 2000, Sedro-Woolley tenia 8.658 habitants, 3.205 habitatges, i 2.176 famílies. La densitat de població era de 983,2 habitants per km².
Dels 3.205 habitatges en un 37,5% hi vivien nens de menys de 18 anys, en un 49,8% hi vivien parelles casades, en un 13,5% dones solteres, i en un 32,1% no eren unitats familiars. En el 25,9% dels habitatges hi vivien persones soles el 12,6% de les quals corresponia a persones de 65 anys o més que vivien soles. El nombre mitjà de persones vivint en cada habitatge era de 2,62 i el nombre mitjà de persones que vivien en cada família era de 3,14.
Per edats la població es repartia de la següent manera: un 28,8% tenia menys de 18 anys, un 9,2% entre 18 i 24, un 29,3% entre 25 i 44, un 18,4% de 45 a 60 i un 14,3% 65 anys o més.
L'edat mediana era de 33 anys. Per cada 100 dones de 18 o més anys hi havia 84,8 homes.
La renda mediana per habitatge era de 37.914 $ i la renda mediana per família de 40.918 $. Els homes tenien una renda mediana de 35.215 $ mentre que les dones 23.636 $. La renda per capita de la població era de 16.517 $. Aproximadament el 10,7% de les famílies i l'11,3% de la població estaven per davall del llindar de pobresa.

## Poblacions més properes
El següent diagrama mostra les poblacions més properes.